# Agis III
Pour les articles homonymes, voir Agis.
Agis III (en grec ancien Ἆγις) est le roi eurypontide de Sparte de 338 à 331 av. J.-C. Son charisme et sa détermination lui permettent d'exercer la fonction royale dans toute son autorité. Il consacre son règne à consolider la position lacédémonienne dans le monde grec, mais ne parvient pas à contrecarrer l'hégémonie macédonienne.

## Biographie
Il est le fils du roi Archidamos III, de la famille des Eurypontides. Il assume la régence quand son père part guerroyer en Italie en 338 av. J.-C. et lui succède quand celui-ci trouve la mort contre les Lucaniens – à la veille de la bataille de Chéronée, selon Diodore de Sicile. Il règne conjointement avec Cléomène II, de la famille des Agiades.
Les premières années de son règne ne sont marquées par une grande prudence : Agis ne prend aucune initiative pour contrer Alexandre le Grand, qui avait acheté son alliance, et cherche vraisemblablement à consolider Sparte après l'échec de l'expédition italienne. En 334 av. J.-C., après que Darius III accède au trône perse, il dépêche à Suse un envoyé pour établir une alliance avec l'Empire achéménide. Occupé à préparer la guerre, Darius fait attendre le négociateur spartiate, qui sera capturé à Damas après la bataille d'Issos. Sans nouvelles de son envoyé et mal informé du progrès de la campagne macédonienne sur terre, Agis conclut à tort que Darius a l'avantage sur Alexandre et décide de vérifier par lui-même. Par la mer, il gagne Siphnos où se viennent d'arriver les satrapes Pharnabaze et Autophradatès, vraisemblablement pour mener à bien le plan de Memnon de Rhodes d'envahir la Grèce. Parallèlement, il envoie son frère Agésilas au cap Ténare, la base navale de Sparte, avec pour mission de lever une flotte ; celle-ci a vocation à se rendre en Crète pour lever des mercenaires.
À Siphnos, Agis et les satrapes reçoivent la nouvelle de la défaite perse à Issos, qui bouleverse tous leurs plans. Agis réussit néanmoins à obtenir 30 talents et 10 vaisseaux qu'il envoie à Agésilas. La flotte est envoyée en Crète pendant qu'Agis reste dans les Cyclades. Après l'hiver 333-332 av. J.-C., Agis rejoint Autophradatès à Halicarnasse où il parvient à recruter 8 000 des mercenaires de Darius, sans emploi après la bataille d'Issos. À la tête de ces derniers, il rejoint son frère en Crète où il se rend maître de la plupart des cités et les force à prendre le parti anti-macédonien.
Au printemps 331 av. J.-C., Agis est à la tête d'une armée prête à engager le combat avec Alexandre, qui se trouve alors en Égypte. À ce moment, Memnon, gouverneur de Thrace (à distinguer de Memnon de Rhodes), se révolte contre la tutelle macédonienne, probablement en lien avec Agis. Ce dernier rassemble les cités péloponnésiennes et défait le général macédonien Corragos. Il se heurte néanmoins au refus d'Athènes de lui envoyer sa flotte. Le général macédonien Antipater, attaqué sur deux front, porte d'abord son armée contre Memnon. Aucune bataille n'a lieu, ce qui suggère une paix négociée entre le gouverneur de Thrace et Antipater. À l'automne, ce dernier peut, à la tête d'une armée de 40 000 hommes, gagner le Péloponnèse où Agis assiège Mégalopolis.
Surpassée en nombre, Sparte est vaincue et Agis meurt sur le champ de la bataille de Mégalopolis sans postérité. Son frère Eudamidas Ier lui succède.